# 판처 58
판처 58(Panzer 58)은 최초로 양산배치된 스위스군의 MBT이다.